# ケヴィン・ウィルモット
ケヴィン・ウィルモット（Kevin Willmott, 1959年8月31日 - ）は、アメリカ合衆国の映画監督、脚本家、カンザス大学の映画教授である。

## 人物
黒人問題に焦点を当てた作品を手がけることで知られ、『Ninth Street』、『CSA 〜南北戦争で南軍が勝ってたら?〜』、『Bunker Hill』などの監督・脚本を務めている。また『The Only Good Indian』（2009年）ではインディアン寄宿学校のネイティブ・アメリカンの子供達と強制同化を扱った。スパイク・リーとコラボレーションもしており、リーの監督作『ブラック・クランズマン』（2018年）には脚本家の1人として参加して第91回アカデミー賞脚色賞を獲得した。

## 生い立ちとキャリア
カンザス州ジャンクション・シティで育ち、メリーマウントマント大学で演劇のBAを習得した。ニューヨーク大学ティッシュ・スクール・オブ・アーツで演劇脚本のM.F.A.を取得した。
『The Only Good Indian』によりアメリカン・インディアン映画祭で監督賞を獲得した。
2018年には脚本に加わったスパイク・リー監督の『ブラック・クランズマン』が公開され、第91回アカデミー賞脚色賞などを受賞した。

## 主なフィルモグラフィ
- Ninth Street (1999) 監督・脚本・製作・出演
- CSA 〜南北戦争で南軍が勝ってたら?〜（英語版） C.S.A.: The Confederate States of America (2004) 監督・脚本
- Bunker Hill (2008) 監督・脚本・製作
- The Only Good Indian (2008) 監督・製作
- Destination: Planet Negro (2013) 監督・脚本
- Jayhawkers (2013) 監督・脚本・製作
- シャイラク（英語版） Chi-Raq (2015) 脚本・製作総指揮
- ブラック・クランズマン BlacKkKlansman (2018) 脚本
- ザ・ファイブ・ブラッズ Da 5 Bloods (2020) 脚本

## 受賞とノミネート
| 賞               | 年   | 部門   | 作品名                 | 結果 |
| ---------------- | ---- | ------ | ---------------------- | ---- |
| アカデミー賞     | 2018 | 脚色賞 | ブラック・クランズマン | 受賞 |
| 英国アカデミー賞 | 2018 | 脚色賞 | ブラック・クランズマン | 受賞 |